# Initiativkreis Horizontastronomie im Ruhrgebiet
Der Initiativkreis Horizontastronomie im Ruhrgebiet e. V. (kurz Initia Horae = Ursprünge der Zeit, lat.) ist ein Zusammenschluss von Astronomen der Westfälischen Volkssternwarte Recklinghausen und der Ruhr-Universität Bochum sowie astronomisch interessierten Privatpersonen aus der Region.

## Gründung
Im März 2003 konstituierte sich die Initiative zu einem eingetragenen Verein. Anlass war die Idee zur Errichtung eines modernen Kalenderobservatoriums nach prähistorischem Vorbild (z. B. Stonehenge oder Sonnenobservatorium von Goseck) und die darauf folgende Zusammenarbeit mit dem späteren Bauherren des Horizontobservatoriums, dem Regionalverband Ruhr (RVR).

## Vereinsziel
Gemäß seiner Satzung lautet die Zielsetzung des gemeinnützigen Vereins:
„Zweck des Vereins ist es, die astronomische Allgemeinbildung der Bevölkerung durch die Einrichtung von öffentlich zugänglichen astronomischen Beobachtungsstätten im Ruhrgebiet zu fördern. Insbesondere widmet sich der Verein folgenden Aufgaben: Errichtung eines Horizontobservatoriums in einem Astronomischen Park auf der Halde Hoheward in Herten und Recklinghausen. Förderung des späteren öffentlichen Veranstaltungsbetriebes auf der Halde Hoheward. Förderung der Entwicklung und Herausgabe von Lehr- und Unterrichtsmaterial für die allgemeinbildende astronomische und naturwissenschaftliche Unterrichtstätigkeit im schulischen und außerschulischen Bereich. Förderung von Forschungstätigkeiten zur Geschichte der astronomischen Kulturtätigkeit des Menschen. Gewinnung von Sponsoren, Spendern und Mäzenen.“

## Aktivitäten
Der Initiativkreis ist ausschlaggebend verantwortlich für die Ideen und die Gestaltung der astronomischen Bauten auf der Halde Hoheward in Herten/Recklinghausen. Er steht den ausführenden Firmen und Planern beratend zur Seite. Zudem entwickelt der Verein Informationsmaterial für Besucher der Anlagen und führt regelmäßig Informationsveranstaltungen und auf Anfrage Führungen über die Halde an. Des Weiteren arbeitet man an Ideen und Konzepten für ähnliche oder Erweiterungen der bestehenden Anlagen.